# Наше містечко (фільм)
Наше містечко (англ. Our Town) — американська драма кінорежисера Сема Вуда 1940 року.

## Сюжет
Дія фільму відбувається в 1901 році, в невеликому вигаданому містечку Гроверс Корнерс в штаті Нью-Гемпшир. Мешканці цього міста ростуть, одружуються, живуть і вмирають. Молоко і газети доставляються щоранку, і ніхто не закриває вхідні двері на ніч. Сюжет крутиться навколо сімейств Гіббс і Уебб, молодші діти яких, Джордж і Емілі, закохані одне в одного.

## У ролях
| Актор         | Роль                              |
| ------------- | --------------------------------- |
| Вільям Голден | Джордж Гіббс                      |
| Марта Скотт   | Емілі Вебб                        |
| Фей Бейнтер   | місіс Гіббс                       |
| Б'юла Бонді   | місіс Вебб                        |
| Томас Мітчелл | доктор Гіббс                      |
| Гай Кіббі     | містер Вебб                       |
| Стюарт Ервін  | Гаві Ньюсам                       |
| Френк Крейвен | помічник режисера / містер Морган |
| Доро Меранде  | місіс Соумс                       |
| Філіп Вуд     | Саймон Стімсон                    |

## Критика
Фільм був позитивно сприйнятий більшістю світових кінокритиків, які здебільшого наголошували на тому, наскільки точно Сем Вуд екранізував п'єсу Уайлдера:
- «Застарілий, так. Але він все ще застряє в горлі. Ностальгічний, ніжний, забавний, сумний»- Стів Крам
- «Екранізація Сема Вуда — експериментальна і близька до п'єси Торнтона Уайлдера» — Емануель Леві[1]

Фільм вважається «свіжим» (набрав більш як 60 %), згідно Rotten Tomatoes, з показником «Томатометра» в 86 %, з середнім рейтингом 7.2 бали з 10. Рецензія-опитування вебсайту Rotten Tomatoes показала, що 49 % аудиторії, оцінивши на 3.2 бали з 5, дали позитивний відгук про фільм.